# Daniel Bastian
Pour les articles homonymes, voir Bastian.
Daniel Bastian (1906-1978) est un juriste français.

## Biographie
Né à Paris le 5 octobre 1906, Daniel Bastian fait ses études secondaires à l'École alsacienne, avant d'obtenir à la Faculté de droit de Paris un doctorat en 1929.
Chargé de cours à la Faculté de droit de Grenoble de 1931 à 1936, il est assistant de droit civil comparé en 1933 à Paris, puis passe à Strasbourg en 1936. Après avoir réussi l'agrégation de droit public (1938), il obtient la chaire de droit civil approfondi et comparé à Strasbourg. De 1953 à 1969, il occupe la chaire de droit commercial (repliée à Clermont-Ferrand en 1940-45). 
Il donne aussi des cours à l'Institut d'économie appliquée aux affaires (jusqu'en 1967), à l'Institut européen d'études commerciales supérieures qu'il dirige (1956-1959), et à la Faculté de pharmacie de Strasbourg. En septembre 1963, il crée avec Hubert Forestier le Centre d'études internationales de la propriété intellectuelle.
Par ailleurs administrateur des Éditions techniques, il dirige de 1942 à 1969 le Jurisclasseur des sociétés, ainsi que la partie française de Jura Europea. À partir de 1964, il préside la section rhénane de la chambre arbitrale de la bourse de commerce de Strasbourg. En 1968, il fonde le Centre européen pour le développement de la recherche économique et sociale, dont il devient le premier président.
Il meurt le 1er juin 1978 à Strasbourg.

### Vie personnelle
De confession protestante, il a deux enfants.

## Ouvrage
- Essai d’une théorie générale de l'inopposabilité, Paris, Sirey, 1929, XI + 366 (BNF 31771518).

## Décorations
- Chevalier de la Légion d'honneur[1].
- Commandeur des Palmes académiques[1].
- Officier de l'ordre national du Mérite[1].